# Metrichia sacculifera
Metrichia sacculifera är en nattsländeart som först beskrevs av Oliver S. Flint Jr. 1991.  Metrichia sacculifera ingår i släktet Metrichia och familjen smånattsländor. Inga underarter finns listade i Catalogue of Life.